# 213772 Blaheta
213772 Blaheta este o planetă minoră (asteroid), cu un diametru de 4,168 km, din centura de asteroizi. A fost descoperită pe 27 februarie 2003 la Observatorul Kleť de  și a fost numită după Radim Blaheta⁠(d). 
Obiectul prezintă o orbită caracterizată de o semiaxă mare de 3,1722705670645 UAi, o excentricitate de 0,10804451536672, o înclinație de 5,9914981535615 ° în raport cu ecliptica.